# اولی شمالی
اولی شمالی، روستایی است از توابع بخش مرکزی در شهرستان دیر استان بوشهر در ایران است.

## جمعیت
این روستا در دهستان اولی قرار دارد طبق سرشماری رسمی ۱۳۹۰ جمعیت آن ۶۷۹ نفر (۱۷۷خانوار) است و در سال ۱۳۸۵ جمعیت آن ۴۹۸ نفر (۱۰۹ خانوار) بوده است.

## اماکن اداری
- دهیاری
- خانهٔ بهداشت
- مرکز مخابرات
- دفترخدمات ارتباطی
- دبستان رازی
- مهد کودک گلریز

## اماکن تفریحی
- پارک ساحلی روستا
- موج شکن مردمی روستا

## اماکن مذهبی
- مسجد صاحب الزمان (عج)
- حسینیه روستا
- هیئت اباالفضل العباس (ع)
- خانه قرآن آل یاسین

## اماکن ورزشی
- زمین چمن مصنوعی فوتبال اولی شمالی